# Diego Fajardo
Diego Fajardo Ocón (nacido el 11 de marzo de 1976, en Icod de los Vinos España) es un exjugador de baloncesto de nacionalidad española e italiano. Llegó a militar en 17 equipos de  España e Italia, además de una breve aventura en Irán.

## Biografía
Se formó en las categorías inferiores del club de su ciudad natal: el Hércules de Icod, para en 1995 fichar por el Forum Valladolid donde jugó dos temporadas en el equipo EBA llegando en la 1996/97 a debutar con el primer equipo en la liga ACB en disputando dos minutos del encuentro que en la jornada 6 enfrentó al Forum con el Real Madrid.
En la temporada 1997/98 decide marcharse a Italia para jugar en Viola Reggio Calabria de la LEGA. Permanece en Italia durante varios años jugando en distintos clubes llegando a convertirse en uno de los jugadores importantes de la LEGA.
Aunque eventualmente vuelve por cortos periodos de tiempo a España a jugar en clubes como el Caja San Fernando o el TAU Vitoria, la mayor parte de su carrera se continua desarrollando en Italia en clubes como el Armani Jeans Milán hasta que en la temporada 2007/08 regresa a España para fichar por el CB Murcia donde permanece durante dos campañas.
En la temporada 2009-10 regresa nuevamente al país transalpino firmando un contrato por el Virtus Pallacanestro Bologna donde finaliza la temporada con unos números de 9.4 puntos y 5.5 rebotes por partido. La temporada 2010-11, pese a que en un primer momento se dio por confirmado su compromiso por el Asefa Estudiantes de la liga ACB, finalmente acaba permaneciendo en Italia tras fichar por el Cimberio Varese.<ref>solobasket.com Fajardo, cuyo nombre se vinculó a Asefa Estudiantes, continuará su carrera en Italia

## Trayectoria deportiva
- Cantera CB Hércules.
- Cantera Tenerife Canarias.
- CB Valladolid (1996-1997)
- Viola Reggio Calabria  (1997-1998)
- Pallacanestro Biella  (1998)
- Andrea Costa Imola  (1998-2000)
- Pallacanestro Cantù (2000-2001)
- Scaligera Verona  (2001-2002)
- CB Sevilla (2002)
- Roseto Basket  (2002-2003)
- Viola Reggio Calabria (2003-2004)
- Olimpia Milano  (2004-2006)
- Scafati Basket  (2006)
- Saski Baskonia  (2006)
- San Sebastián Gipuzkoa Basket Club  (2006-2007)
- Olimpia Milano  (2007)
- CB Murcia  (2007-2009)
- Virtus Bologna (2009-2010)
- Pallacanestro Varese  (2010-2012)
- Hamyari Sh. Zanjan (2012-2013)
- Pistoia Basket  (2013)
- CB Canarias  (2013-2014)